# Будь собою (фільм)
Будь собою або Приходь як є (англ. Come As You Are) — американський комедійно-драматичний фільм 2019 року режисера Річарда Вонга та у головних ролях Гранта Розенмайєра, Хайден Сето, Раві Пател та Габурі Сідібе . Фільм був продюсером та фінансуванням Chicago Media Angels та The Blacklist. Це рімейк бельгійського фільму 2011 року Приходь як є.

## У ролях
- Грант Розенмайєр як Скотті
- Хейден Сето як Метт
- Раві Патель як Мо
- Габурі Сідібе як Сем
- Джейн Гарофало як Ліз
- Сі Ес Лі як Роджер
- Дженніфер Єлсема як Мар'яна
- Марта Кувахара як Джеймі
- Делані Фінер як Сара
- Карі Пердю як Дженніфер
- Майкл Уоллер як Боббі
- Нетта Уокер як Клер
- Крістіан Літке як п'яний хлопець
- Марійка Енгельгардт як Анжеліка
- Софі Хойт як Валері
- Крістін Врем-Ідстіе як Шантал

## Прийом
Фільм має 100 % рейтинг щодо Rotten Tomatoes .